# Parroquia de Santa Rosa de Lima (Mazán)
La parroquia de Santa Rosa de Lima, es un edificio religioso de culto católico, se encuentra ubicado en el distrito de Mazán, provincia de Maynas, departamento de Loreto, al noreste del Perú.

## Historia
La parroquia esta dedicada a Rosa de Lima, santa del Virreinato del Perú, Jose Ayambo Catashunga es el párroco encargado de la parroquia y representante del Vicariato apostólico de San José del Amazonas en el distrito de Mazán de 2011 hasta 2018. Ayambo Catashunga apoyaba al gobierno peruano para las ayudas sociales en esta zona inhóspita del país.
Fue construida en 2000 ante el incremento de creyentes en el distrito por las misioneras laicas, Dominik Szkatula, Bertha Quiñones y Dorota Koziel, funcionó como un vicario hasta que fue levantada el 9 de junio de 2013 canónicamente al nivel de parroquia. En 2020 el misionero Kamil Tokarz, de origen polaco, fue designado como párroco.

## Uso
La parroquia sirve como un punto de encuentro para las comunidades nativas en Mazán, como los kichwa y uitoto. El gobierno peruano utiliza a la parroquia también para pregonar sobre temas de conservación del ambiente, la reforestación y la lucha contra la violencia de la mujer y pedagogía.